# Klaus Dörre

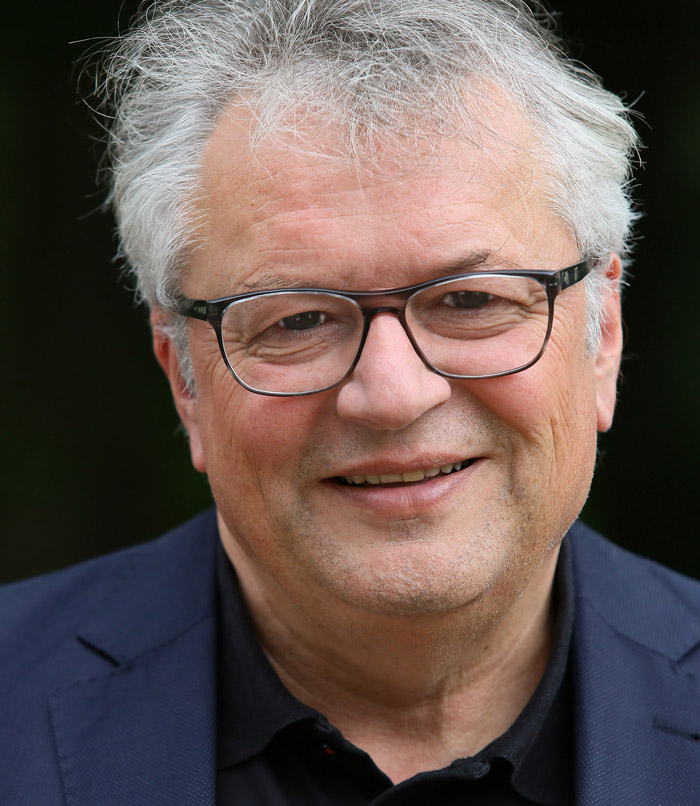
Klaus Dörre (2019)

Klaus Dörre (* 31. Juli 1957 in Volkmarsen-Külte) ist ein deutscher Soziologe.

## Leben
Dörre studierte von 1976 bis 1982 Politikwissenschaft, Soziologie, Wirtschafts- und Sozialgeschichte und Volkswirtschaftslehre an der Philipps-Universität Marburg, wo er 1992 promoviert wurde. Er war von 2001 bis 2006 geschäftsführender Direktor des Forschungsinstituts Arbeit, Bildung, Partizipation an der Ruhr-Universität Bochum. Dörre habilitierte sich 2002 an der Universität Göttingen, und anschließend war er dort als Privatdozent tätig. 2004 erhielt Dörre einen Ruf an die Friedrich-Schiller-Universität Jena. Seit 2005 ist er dort Professor für Arbeits-, Industrie- und Wirtschaftssoziologie.
2009 hat Dörre das Jenaer Zentrum für interdisziplinäre Gesellschaftsforschung initiiert und am 3. Dezember 2009 mitgegründet. Drei Jahre lang war er Sprecher des Zentrums. Dörre trat von dieser Funktion zurück, um die Kollegforschungsgruppe „Landnahme, Beschleunigung, Aktivierung. Dynamik und (De-)Stabilisierung moderner Wachstumsgesellschaften“ aufzubauen. Gemeinsam mit Hartmut Rosa und Stephan Lessenich hatte Dörre dieses Institut auf Zeit 2011 erfolgreich bei der Deutschen Forschungsgemeinschaft beantragt. Von 2011 bis 2012 und seit 2014 übt Dörre die Funktion des geschäftsführenden Direktors dieses koordinierten Großprojekts aus.
2008 war Dörre gemeinsam mit Stephan Lessenich Veranstalter des 34. ordentlichen Kongresses der Deutschen Gesellschaft für Soziologie (DGS), der zum Thema „Unsichere Zeiten: Herausforderungen gesellschaftlicher Transformationen“ diskutierte. Im September 2019 lud Dörre gemeinsam mit Hartmut Rosa und dem Vorstand der DGS zur Konferenz „Great Transformation: Die Zukunft moderner Gesellschaften“ nach Jena ein. An dieser Regionalkonferenz beteiligten sich rund 1500 Wissenschaftler.
Seit 2018 ist Dörre gemeinsam mit Brigitte Aulenbacher Herausgeber des Global Dialogue – einer Publikation der International Sociological Association (ISA), die in 17 Sprachen erscheint. Seit 2018 fungiert Dörre als Mitherausgeber des Berliner Journal für Soziologie (BJS).
Dörre war Gastdozent an der Universität Coimbra, weitere Forschungsaufenthalte führten ihn unter anderem an die Universitäten in Siena und Johannesburg. Er ist permanent Fellow des Society, Work & Politics Institute (SWOP) in Johannesburg. 2018 war er mit mehreren Vorträgen an der CLACSO-Konferenz in Buenos Aires beteiligt. Seit 2020 ist sein Arbeitsbereich offiziell Mitglied bei CLACSO. Im Dezember 2019 hielt Dörre die Poulantzas-Lecture in Athen.
Der parteilose Dörre war bereits zweimal Wahlmann in der Bundesversammlung, die den deutschen Bundespräsidenten wählt. Er wurde dabei jeweils von der Thüringer LINKEN benannt. In einem Interview erklärte er, 2010 im dritten Wahlgang – entgegen der Fraktionsmeinung – für Joachim Gauck gestimmt, diesem jedoch 2012 nicht seine Stimme gegeben zu haben. 2020 engagierte sich Dörre in den Protesten gegen die Wahl eines Ministerpräsidenten mit Stimmen der AfD. Dörre initiierte einen Aufruf, der den Rücktritt von Thomas Kemmerich forderte und sich für sofortige Neuwahlen in Thüringen aussprach.
Dörre erhielt 2021 den Thüringer Forschungspreis mit Hartmut Rosa und Stephan Lessenich in der Kategorie Grundlagenforschung.
Im März 2022 gehörte Dörre gemeinsam mit Jan Dieren, Julia Schramm, Ingar Solty und Andrea Ypsilanti zu den Initiatoren des Aufrufs „Nein zum Krieg“.
Am 27. Juni 2024 fand Dörres Abschiedsvorlesung mit dem Titel What's left statt.

## Mitgliedschaften
Dörre ist ein Gründungsmitglied des Institut Solidarische Moderne. Des Weiteren ist er Mitglied im wissenschaftlichen Beirat von Attac und des Beirats der 2012 gegründeten wissenschaftlichen Open-Access-Zeitschrift Momentum Quarterly. Seit 2018 gehört er zu den Mitherausgebern des Berliner Journals für Soziologie. Zusammen mit Stephan Lessenich ist er Herausgeber der International Labour Studies bei Campus und gehört zu den Herausgebern von Global Dialogue, dem Magazin of the International Sociological Association.

## Forschungsschwerpunkte/theoretische Annahmen/empirische Befunde
Dörre befasst sich mit den Themenfeldern „finanzkapitalistische Landnahme des Sozialen“, „Prekarität“, „Finanzmarkt-Kapitalismus“, „Jenaer Machtressourcenansatz“ und „öffentliche Soziologie“.
Landnahme
Seit längerem setzt sich Dörre mit dem Begriff der „Landnahme“ auseinander. Das von Dörre ausgearbeitete „Landnahme-Theorem“ zielt auf die Analyse der expansiven Dynamik der kapitalistischen Wirtschaftsweise und deren strukturelle Wachstumszwänge. Landnahme besagt, dass der Kapitalismus sich nicht ausschließlich auf seinen eigenen Grundlagen reproduzieren kann. Dörre fragt sowohl nach den sozioökonomischen als auch nach den politischen, kulturellen und ideologischen Ursachen des kapitalistischen Expansionismus. Theoriegeschichtlich geht das Konzept der Landnahme auf die Ausführungen über die ursprüngliche Akkumulation zurück, ein Ansatz, den Karl Marx im ersten Band von Das Kapital entwickelt. Im Anschluss daran wurde das Landnahmekonzept insbesondere von Rosa Luxemburg und Hannah Arendt weiterentwickelt. In der jüngeren Vergangenheit wurde der Begriff unter anderem von David Harvey aufgegriffen, der in seinen Arbeiten die kapitalistische Entwicklungsdynamik als Akkumulation durch Enteignung beschreibt. In Anlehnung an diese theoretischen Vorläufer geht Dörre davon aus, dass sich der Kapitalismus niemals auf seiner eigenen Grundlage reproduzieren könne und auf die fortwährende Okkupation eines bestehenden, nicht kapitalistischen „Außen“ angewiesen sei. Nach Dörre unterliegen nicht nur geografische Räume, sondern prinzipiell alle sozio-ökonomisch relevanten Sphären eines „Landes“ einer kapitalistischen Okkupation. Land ist ein Synonym nicht nur für Territorien, sondern auch für Produktions- und Lebensweisen sowie Wissensbestände, die dem kapitalistischen Warentausch nicht oder noch nicht unterworfen sind. Historisch lassen sich nach Dörre unterschiedliche Typen kapitalistischer Landnahmen nachweisen. Während sich der Landnahme-Zyklus der fordistischen Ära allgemein durch marktbegrenzende Politik, wohlfahrtsstaatliche Reformen sowie die Institutionalisierung von Sozialeigentum ausgezeichnet hat, erfolgt als Reaktion auf die Krise des Fordismus seit den 1980er Jahren eine Gegenbewegung. Diesen Wechsel hin zum postfordistischen Zyklus einer „neuen Landnahme“ bezeichnet Dörre auch als „finanzkapitalistische Landnahme des Sozialen“.
Prekarität
Dörre bezeichnet Prekarität als die Wiederkehr sozialer Unsicherheit, die sich seit den 1980er Jahren in der Arbeitswelt reicher Gesellschaften abzeichnet und sich auf Arbeits-, Beschäftigungs- und Lebensverhältnisse gleichermaßen auswirken können. Ihm zufolge gilt ein Erwerbsverhältnis dann als prekär, „wenn es nicht dauerhaft oberhalb eines von der Gesellschaft definierten kulturellen Minimums existenzsichernd ist und deshalb bei der Entfaltung in der Arbeitstätigkeit, gesellschaftlicher Wertschätzung und Anerkennung, der Integration in soziale Netzwerke, den politischen Partizipationschancen und der Möglichkeit zu längerfristiger Lebensplanung dauerhaft diskriminiert. Im fortgeschrittenen Kapitalismus bedeutet Prekarität, dass Beschäftigte aufgrund ihrer Tätigkeit und deren vertraglicher Einbettung deutlich unter das wohlfahrtsstaatliche Schutz- und Integrationsniveau sinken, das gesellschaftliche Mehrheiten als Standard definieren. Beschäftigungsverhältnisse und/oder Arbeitstätigkeiten können in einem solchen Fall auch subjektiv mit Sinnverlusten, Partizipations- und Anerkennungsdefiziten sowie Planungsunsicherheit verbunden sein“. In Anlehnung an das Zonenmodell des französischen Soziologen Robert Castel hat Dörre eine Typologie entwickelt, die auch den subjektiven Umgang mit unsicherer Beschäftigung abbildet. Das deutsche Job-Wunder der 2010er Jahre bezeichnet Dörre als Übergang hin zu einer „prekären Vollerwerbsgesellschaft“, in welcher die Massenarbeitslosigkeit mittels Zunahme prekärer Beschäftigung zum Verschwinden gebracht wird. Die Prekarisierung bewirkt laut Dörre eine eigentümliche Stabilisierung eigentlich instabiler gesellschaftlicher Verhältnisse. Sie wirkt als Herrschaft- und Kontrollsystem, das auch geschützte Stammbelegschaften diszipliniert.
Finanzmarkt- oder Finanzkapitalismus
Dörre geht davon aus, dass internationale Finanzmärkte im Laufe der vergangenen Jahrzehnte in zunehmendem Maße Einfluss auf die Unternehmenssteuerung und die Arbeitsbeziehungen genommen haben. Er begreift den Finanzmarkt-Kapitalismus im Anschluss an den Soziologen Paul Windolf und den Ökonomen Michel Aglietta als Akkumulations- und Produktionsregime, das von besonderen Institutionen, Akteuren und Transfermechanismen geprägt wird. Im Anschluss an Windolf geht Dörre davon aus, dass es sich bei den Finanzmärkten um „effiziente Maschinen zur Informationsverarbeitung“ handelt, die Marktteilnehmer permanent mit Hinweisen auf gewinnträchtige Anlagemöglichkeiten versorgen. In seinen Arbeiten zeigt Dörre, wie der Übergang zur Shareholder-Value-Steuerung die Governance von Unternehmen und die organisierten Arbeitsbeziehungen verändert. Über einen langen Zeitraum hinweg eine zentrale Triebkraft der kapitalistischen Dynamik, zeichnen sich spätestens seit der Weltfinanzkrise von 2007-2009 die Grenzen des finanzkapitalistischen Akkumulations- und Produktionsregimes ab. Finanzkapitalistische Landnahme bedeutet laut Dörre Erschütterung basaler Selbststabilisierungsmechanismen kapitalistischer Gesellschaften, zu denen das Innovations- und Kreditsystem, die organisierten Arbeitsbeziehungen, die bezahlte und unbezahlte Care-Tätigkeiten sowie die Regulationen des Stoffwechsels mit der Natur gehören.
Jenaer Machtressourcenansatz
Im Rahmen der arbeits- und industriesoziologischen Forschung beschäftigt sich Dörre mit der Analyse organisierter Arbeitsbeziehungen und der strategischen Handlungsfähigkeit von Gewerkschaften. Aus dem „Arbeitskreis Strategic Unionism“ heraus, der 2006 am Arbeitsbereich Dörres ins Leben gerufen wurde, gingen Arbeiten hervor, die unter der Bezeichnung „Jenaer Machtressourcenansatz“ bekannt geworden sind. Im Anschluss an die „Labor Revitalization Studies“ beschäftigt sich die Forschungsgruppe um Dörre mit den Quellen von Lohnarbeitermacht. Unterschieden werden strukturelle Macht, Organisationsmacht, institutionelle Macht und gesellschaftliche Macht von Lohnabhängigen. Die Durchsetzungsfähigkeit der Gewerkschaft hängt wesentlich von deren Fähigkeit ab, die unterschiedlichen Quellen von Lohnabhängigenmacht effektiv zu nutzen. Mit dem Blick auf die Ressourcenausstattung der Akteure bietet der Jenaer Machtressourcenansatz auch Praktikern eine Hilfestellung, um die gewerkschaftliche Strategiefähigkeit zu verbessern.
Öffentliche Soziologie
Da der Austausch zwischen wissenschaftlichen Erkenntnissen und öffentlich geführten Debatten durch die zunehmende Ausdifferenzierung von Wissenschaft und Gesellschaft erschwert wird, plädiert Dörre für das Projekt einer „Public Sociology“. Dörre schließt mit diesem Vorhaben an die Arbeiten des US-amerikanischen Soziologen Michael Burawoy an, der bereits zu Beginn der Jahrtausendwende auf die Notwendigkeit einer public sociology aufmerksam gemacht hat. Öffentliche Soziologie setzt die professionelle, die angewandte und die traditionelle kritische Soziologie voraus, fügt ihr jedoch etwas Neues hinzu. Aufgabe einer Public Sociology ist es, die Soziologie in ein Gespräch mit geeigneten Öffentlichkeiten zu bringen. Sie ist ein Versuch, die Interaktionen von Wissenschaftlern und der Praxis sozialer Akteure auf eine neue Grundlage zu stellen, indem sie die Veränderungen im wissenschaftlichen Feld zum Ausgangspunkt nimmt. Die Grundidee öffentlicher Soziologie besagt, dass die veränderte Wissensproduktion im sozialwissenschaftlichen Feld ein grundsätzliches Interesse der Sozialwissenschaften konstituiert, mit anderen gesellschaftlichen Akteuren zu interagieren, um sich der fortschreitenden Kommodifizierung des Wissens zu widersetzen. Grundsätzlich sind zahlreiche öffentliche Soziologien mit unterschiedlichsten Ausrichtungen denkbar. In ihren spannungsvollen Wechselbeziehungen unterscheiden sie sich vor allem durch die Qualität der zivilgesellschaftlichen Ordnung, die sie anstreben. Nach Dörre lässt sich Forschung am besten als „organische öffentliche Soziologie“ betreiben, die „in enger Verbindung mit einer sichtbaren, dichten, aktiven, lokalen Öffentlichkeit arbeitet, die häufig auch als Gegenöffentlichkeit fungiert“. Im DFG-Kolleg „Postwachstumsgesellschaften“ haben Dörre und seine Forschungsgruppe Anwendungsfelder einer Public Sociology erprobt. Gemeinsam mit Studierenden hat Dörre das Konzept auch in der akademischen Lehre verankert.
Weitere Arbeitsgebiete sind: Kapitalismustheorie, soziale Konstitution von Marktbeziehungen, Räume der Globalisierung, regionale Industrie- und Arbeitsmarktpolitik, flexible und prekäre Beschäftigung, Berufswahlverhalten, Manager-Eliten, Personalwirtschaft in kleinen und mittleren Unternehmen, Innovative Unternehmenskulturen, Innovation durch Kooperation zwischen Wissenschaft und Wirtschaft, Partizipation in Unternehmen, Arbeitsbeziehungen, Gewerkschaften, Soziale Desintegration und Rechtspopulismus. Ab 2011 arbeitete er mit Hartmut Rosa und Stephan Lessenich in der DFG-KollegforscherInnengruppe „Landnahme, Beschleunigung, Aktivierung. Dynamik und (De-)Stabilisierung moderner Wachstumsgesellschaften“.

## Publikationen (Auswahl)
- Kampf um Beteiligung. Arbeit, Partizipation und industrielle Beziehungen im flexiblen Kapitalismus, Wiesbaden: Westdeutscher Verlag 2002, ISBN 3-531-13658-5 (zugleich Habilitationsschrift 2001).
- gemeinsam mit Robert Castel (Hg.): Prekarität, Abstieg, Ausgrenzung: Die soziale Frage am Beginn des 21. Jahrhunderts, Frankfurt/New York: Campus 2009, ISBN 978-3-593-38732-1.
- zusammen mit Stephan Lessenich und Hartmut Rosa: Soziologie – Kapitalismus – Kritik: Eine Debatte, Frankfurt/Main: Suhrkamp 2009, ISBN 978-3-518-29523-6.
- als Hrsg. et al.: Kapitalismustheorie und Arbeit. Neue Ansätze soziologischer Kritik, Frankfurt/New York: Campus 2012, ISBN 978-3-593-39657-6.
- als Hrsg. et al.: Arbeit in Europa. Marktfundamentalismus als Zerreißprobe, Frankfurt/New York: Campus 2014, ISBN 978-3-593-50178-9.
- als Hrsg. et al.: Streikrepublik Deutschland? Die Erneuerung der Gewerkschaften in Ost und West, Frankfurt/New York: Campus 2016, ISBN 978-3-593-50561-9.
- als Hrsg. et al.: Leistung und Gerechtigkeit. Das umstrittene Versprechen des Kapitalismus, Beltz Juventa, Weinheim 2017, ISBN 978-3-7799-3051-8.
- als Hrsg. et al.: Capitalism and Labor. Towards Critical Perspectives, Campus Verlag, Frankfurt am Main 2018, ISBN 978-3-593-50897-9.
- gemeinsam mit Christine Schickert (Hrsg.): Neosozialismus. Solidarität, Demokratie und Ökologie vs. Kapitalismus, oekom, München 2019, ISBN 978-3-96238-119-6.
- als Hrsg. et al.: Im gesellschaftlichen Interesse. Potenziale einer Öffentlichen Soziologie, VSA Verlag, Hamburg 2019, ISBN 978-3-96488-032-1.
- Was stimmt nicht mit der Demokratie? Eine Debatte mit Klaus Dörre, Nancy Fraser, Stephan Lessenich und Hartmut Rosa, herausgegeben von Hanna Ketterer und Karina Becker, Suhrkamp, Berlin 2019, ISBN 978-3-518-29862-6.
- In der Warteschlange. Arbeiter*innen und die radikale Rechte, Westfälisches Dampfboot, Münster 2020, ISBN 978-3-89691-048-6 (2., korrigierte Auflage 2023).
- als Hrsg. et al.: Abschied von Kohle und Auto? Sozial-ökologische Transformationskonflikte um Energie und Mobilität, Campus Verlag, Frankfurt am Main 2020, ISBN 978-3-59351-178-8.
- mit Brigitte Aulenbacher, Frank Deppe, Christoph Ehlscheid, Klaus Pickshaus (Hg.): Mosaiklinke Zukunftspfade. Gewerkschaft, Politik, Wissenschaft, Westfälisches Dampfboot, Münster 2021, ISBN 978-3-89691-064-6.
- Die Utopie des Sozialismus. Kompass für eine Nachhaltigkeitsrevolution, Matthes und Seitz, Berlin 2021, ISBN 978-3-75180-328-1.
  - englischsprachige Ausgabe: Rethinking Socialism. Compass for a Sustainability Revolution, Edward Elgar, Cheltenham 2024, ISBN 978-1-03532-637-2.
- mit Kim Lucht und Frank Deppe (Hg.): Sozialismus im  21. Jahrhundert? Sozialismus-Debatten 1, VSA, Hamburg 2023, ISBN 978-3-96488-173-1.